# 대한민국 형법 제176조
대한민국 형법 제176조는 타인의 권리대상이 된 자기의 물건에 대한 형법각칙의 조문이다.

## 조문
제176조(타인의 권리대상이 된 자기의 물건) 자기의 소유에 속하는 물건이라도 압류 기타 강제처분을 받거나 타인의 권리 또는 보험의 목적물이 된 때에는 본 장의 규정의 적용에 있어서 타인의 물건으로 간주한다.

第176條(他人의 權利對象이 된 自己의 物件)自己의 所有에 屬하는 物件이라도 押留 其他 強制處分을 받거나 他人의 權利 또는 保險의 目的物이 된 때에는 本 章의 規定의 適用에 있어서 他人의 物件으로 看做한다.

## 같이 보기
- 현주건조물방화치사죄
- 현주건조물방화죄
- 방화죄
- 대한민국 형법 제166조
- 대한민국 민법 제98조 물건의 정의